# Opowieść o mumii
Opowieść o mumii (ang. Tale of the Mummy) – brytyjsko-amerykańsko-niemiecko-luksemburski horror przygodowy z 1998 roku w reżyserii Russella Mulcahy'ego. Wyprodukowany przez wytwórnię Buena Vista Home Video i Dimension Films.
Premiera filmu odbyła się 20 marca 1998. Zdjęcia do filmu zrealizowano w Luksemburgu i w Londynie w Anglii w Wielkiej Brytanii.

## Opis fabuły
Ekipa profesora Turkela (Christopher Lee) nieświadomie budzi ze snu mumię okrutnego egipskiego księcia. Badacze giną. Po latach wnuczka naukowca, Samantha (Louise Lombard), jedzie do Egiptu, aby wyjaśnić tajemnicę przeszłości.

## Obsada
Źródło: Filmweb
- Jason Scott Lee jako Riley
- Gerard Butler jako Burke
- Jack Davenport jako detektyw Bartone
- Christopher Lee jako Sir Richard Turkel
- Shelley Duvall jako Edith Butros
- Elizabeth Power jako Mary
- Louise Lombard jako Samantha Turkel
- Sean Pertwee jako Bradley Cortese
- Honor Blackman jako kapitan Shea
- Michael Lerner jako Profesor Marcus
- Jon Polito jako Parsons